# Lucas Neill
Lucas Edward Neill (* 9. března 1978 Sydney, Austrálie) je australský fotbalový obránce hrající anglickou Premier league v dresu klubu West Ham United. Hraje s číslem 2 a měří 185 cm.

## Fotbalová kariéra

### Millwall
Ve svých 17 letech (v roce 1995) byl zakoupen týmem Millwall F.C., jenž hrál 3. anglickou ligu. Strávil zde 6 let, na kontě má 174 startů a 13 branek.

### Blackburn Rovers
Do týmu Blackburn Rovers přišel v roce 2001 za 1 milion liber. Svou první branku zde vstřelil měsíc po svém příchodu proti Boltonu Wanderers. Nejčastěji hrál na pozici pravého obránce, ale občas vyzkoušel i hru na levém konci obrany a také stopera. Zaznamenal zde 227 ligových a pohárových starů.

## West Ham United
Do dresu Kladivářů přestoupil v roce 2007 za 1 500 000 liber.

### Qantas Socceroos
V národním dresu hrál již od roku 1998. Také byl kapitánem, stal se jím jako 50. v historii. V zápase s Paraguayí v baráži o postup na MS 2006 byl vyhlášen nejlepším hráčem zápasu. Na MS 2006 byl hráčem zapleteným do kontroverzní penalty, díky které národní tým Itálie postoupil do čtvrtfinále.